# Bill Huck
Bill Huck (Dresde, 9 de marzo de 1953) es un deportista alemán que compitió para la RDA en ciclismo en la modalidad de pista, especialista en la prueba de velocidad individual.
Ganó cuatro medallas en el Campeonato Mundial de Ciclismo en Pista entre los años 1987 y 1991.
Después de retirarse de la competición, siguió ligado al ciclismo como entrenador, de 1998 a 2000 del equipo nacional de pista de Sudáfrica, de 2000 a 2001 en el Reino Unido y entre 2010 y 2012 del equipo de velocidad del CAR de Palma de Mallorca.

## Medallero internacional
| Representando a la RDA   |                      |                  |                          |
| Campeonato Mundial       |                      |                  |                          |
| Año                      | Lugar                | Medalla          | Competición              |
| 1987                     | Viena (Austria)      | Medalla de plata | Velocidad individual (A) |
| 1989                     | Lyon (Francia)       | Medalla de oro   | Velocidad individual (A) |
| 1990                     | Maebashi (Japón)     | Medalla de oro   | Velocidad individual (A) |
| Representando a Alemania |                      |                  |                          |
| Campeonato Mundial       |                      |                  |                          |
| Año                      | Lugar                | Medalla          | Competición              |
| 1991                     | Stuttgart (Alemania) | Medalla de plata | Velocidad individual (A) |